# Педро Ортіс (футболіст, 2000)
Пе́дро Орті́с Берна́т (ісп. Pedro Ortiz Bernat; нар. 19 серпня 2000, Сольєр) — іспанський футболіст, півзахисник клубу «Кордова».

## Клубна кар'єра

### «Севілья»
Виступав за молодіжну команду «Атлетіко Балеарес». 2 вересня 2018 року дебютував в основному складі клубу в матчі Сегунди Б проти «Алькояно». 24 березня 2019 року в поєдинку проти «Еспаньйола Б» забив свій перший гол у професіональному футболі.
5 липня 2019 року перебрався у «Севілью», підписавши чотирирічний контракт. Одразу після переходу переведений до резервної команди клубу. 28 вересня 2019 року дебютував за «Севілью Атлетіко» в матчі Сегунди Б проти «Кордови». 1 грудня 2019 року в поєдинку проти «Марбельї» забив свій перший гол за клуб.
21 лютого 2022 року продовжив контракт із «Севільєю» до літа 2025 року. 15 серпня 2021 року дебютував в основному складі «Севільї» в матчі Ла-Ліги проти «Райо Вальєкано», вийшовши на заміну Жоану Жордану. В жовтні 2021 року отримав травму — розрив хрестоподібної зв'язки лівого коліна, через яку пропустив близько шести місяців.

#### Оренда у «Візелу»
17 січня 2023 року перейшов на правах оренди в португальську «Візелу» до кінця сезону. 17 лютого 2023 року дебютував за «Візелу» в матчі Прімейра-ліги проти «Жил Вісенте», замінивши Клаудеміра. 16 серпня 2023 року відправився ще на один сезон оренди до «Візели». У січні 2024 року отримав ушкодженн коліна і вибув на місяць. Влітку 2024 року після завершення оренди, за час якої провів 26 поєдинків за «Візелу» упродовж 1,5 року, повернуся до «Севільї».

### «Кордова»
31 січня 2025 року на правах вільного агента перейшов у клуб Сегунди «Кордову», підписавши контракт до літа 2026 року. 2 лютого дебютував за нову команду в матчі Сегунди проти «Картахени», вийшовши на заміну Антоніо Касасу. 15 лютого 2025 року в поєдинку проти «Тенерифе» забив свій перший гол за «Кордову».

## Статистика виступів
Станом на 1 червня 2025
| Клуб              | Сезон             | Чемпіонат           | Чемпіонат | Чемпіонат | Кубок | Кубок | Кубок ліги | Кубок ліги | Єврокубки | Єврокубки | Інші  | Інші | Всього | Всього |
| Клуб              | Сезон             | Дивізіон            | Матчі     | Голи      | Матчі | Голи  | Матчі      | Голи       | Матчі     | Голи      | Матчі | Голи | Матчі  | Голи   |
| ----------------- | ----------------- | ------------------- | --------- | --------- | ----- | ----- | ---------- | ---------- | --------- | --------- | ----- | ---- | ------ | ------ |
| Атлетіко Балеарес | 2018–19           | Сегунда Дивізіон Б  | 11        | 1         | —     | —     | —          | —          | —         | —         | 4     | 0    | 15     | 1      |
| Севілья Б         | 2019–20           | Сегунда Дивізіон Б  | 20        | 2         | —     | —     | —          | —          | —         | —         | —     | —    | 20     | 2      |
| Севілья Б         | 2020–21           | Сегунда Дивізіон Б  | 19        | 1         | —     | —     | —          | —          | —         | —         | —     | —    | 19     | 1      |
| Севілья Б         | 2021–22           | Прімера Федерасьйон | 11        | 0         | —     | —     | —          | —          | —         | —         | —     | —    | 11     | 0      |
| Севілья Б         | 2022–23           | Прімера Федерасьйон | 10        | 1         | —     | —     | —          | —          | —         | —         | —     | —    | 10     | 1      |
| Севілья Б         | Всього            | Всього              | 60        | 4         | 0     | 0     | 0          | 0          | 0         | 0         | 0     | 0    | 60     | 4      |
| Севілья           | 2021–22           | Ла-Ліга             | 1         | 0         | 0     | 0     | —          | —          | —         | —         | —     | —    | 1      | 0      |
| Севілья           | 2022–23           | Ла-Ліга             | 1         | 0         | 0     | 0     | —          | —          | —         | —         | —     | —    | 1      | 0      |
| Севілья           | 2024–25           | Ла-Ліга             | 0         | 0         | 2     | 0     | —          | —          | —         | —         | —     | —    | 2      | 0      |
| Севілья           | Всього            | Всього              | 2         | 0         | 2     | 0     | 0          | 0          | 0         | 0         | 0     | 0    | 4      | 0      |
| → Візела          | 2022–23           | Прімейра-ліга       | 9         | 0         | 0     | 0     | —          | —          | —         | —         | —     | —    | 9      | 0      |
| → Візела          | 2023–24           | Прімейра-ліга       | 15        | 0         | 2     | 0     | —          | —          | —         | —         | —     | —    | 17     | 0      |
| → Візела          | Всього            | Всього              | 24        | 0         | 2     | 0     | 0          | 0          | 0         | 0         | 0     | 0    | 26     | 0      |
| Кордова           | 2024–25           | Сегунда Дивізіон    | 18        | 4         | 0     | 0     | —          | —          | —         | —         | —     | —    | 18     | 4      |
| Всього за кар'єру | Всього за кар'єру | Всього за кар'єру   | 115       | 9         | 4     | 0     | 0          | 0          | 0         | 0         | 4     | 0    | 123    | 9      |

1. ↑  Плей-оф підвищення в класі